# 伊特拉沃
伊特拉沃，是西班牙安达卢西亚自治区格拉纳达省的一个市镇。总面积19平方公里，2001年普查人口總數為1007人，人口密度為每平方公里53人。